# Гигантски броненосец
Гигантският броненосец (Priodontes maximus) е вид бозайник от семейство Броненосцови (Dasypodidae). Видът е уязвим и сериозно застрашен от изчезване.

## Разпространение и местообитание
Разпространен е в Аржентина (Салта, Сантяго дел Естеро и Чако), Боливия, Бразилия (Акри, Амазонас, Амапа, Гояс, Еспирито Санто, Мараняо, Мато Гросо, Мато Гросо до Сул, Минас Жерайс, Пара, Парана, Рондония, Рорайма и Токантинс), Венецуела, Гвиана, Еквадор, Колумбия, Парагвай, Перу, Суринам и Френска Гвиана.
Регионално е изчезнал в Уругвай.
Обитава наводнени райони, гористи местности, места със суха почва, планини, възвишения, ливади, храсталаци и савани в райони с тропически и субтропичен климат, при средна месечна температура около 24,3 градуса.

## Описание
На дължина достигат до 87,5 cm, а теглото им е около 40,6 kg. Имат телесна температура около 33,6 °C.
Продължителността им на живот е около 15 години. Популацията на вида е намаляваща.